# Лазар Аврамов
Лазар Міланович Авра́мов (Мілана Лазар Аврамов нар. 24 жовтня 1921) — сербський вчений в галузі виноградавтва, доктор сільськогосподарських наук (з 1955 року), професор. Член Італійської академії винограду та вина (Сієна), голова Наукового товариства виноградарства Югославії, почесний доктор Будапештського університету.

## Біографія
Народився 24 жовтня 1921 року в селі Гайдучицях (нині Південно-Банатського округу Сербії) в родині Мілана Аврамова та Мілки Тодорак. Закінчив громадянську та кооперативну школу у Вршаці та середню сільськогосподарську школу у Буково, неподалік Неготіна. 
1949 року закінчив Белградський університет, після чого на науковій та педагогічній роботах у Белградському університеті. У 1955 році захистив докторську дисертацію на тему «Внесок у вивчення родючості важливіших вітчизняних та деяких зарубіжних сортів винограду на виноградниках Сербії».
На сільськогосподарському факультеті в Земуні був: завідувачем кафедри виноградарства, директором Інституту садівництва, керівником Центру селекції виноградарства та менеджером Центру виноробства та виноградарства Експериментальної станції «Радміловац» у Вінчі. З 1961 по 1963 рік був деканом факультету.
Наукову та професійну підготовку провів у США та СРСР. Викладав предмети виноградарства сільськогосподарському факультеті в Новому Саду, Приштині та Чачаці, потім у Загребі та Любляні. Був наставником та членом комітетів у численних докторських та магістерських роботах. Розмовляє англійською, німецькою, російською та угорською мовами. Володіє французькою, італійською, румунською та словацькою мовами.
Нагороджений 3-ма орденами СФРЮ та багатьма міжнародними нагородами.

## Наукова діяльність
Проводив дослідження ампелографії Югославії та селекції винограду. Творець 19 нових сортів винограду. Зробив великий внесок у підготовку фахівців-виноробів вищої кваліфікації. Автор понад 150 наукових праць та підручників (у тому числі 12 монографій). Найбільш значущі з них: «Виноградарство», «Сучасна закладка виноградників», «Практичне виноградарство», «Ампелографія».
Серед праць:
- Savremeno podizanie vinohrada. — Beograd, 1980 (серб.)